# Lorna Wing
Lorna Wing (* 7. Oktober 1928 in Gillingham; † 6. Juni 2014) war eine britische Psychiaterin, die in Fortführung der Arbeiten Hans Aspergers das Asperger-Syndrom definierte.

## Leben
Lorna Wing studierte bis 1952 Medizin und spezialisierte sich auf Psychiatrie. Auf Grund der Tatsache, dass sie eine autistische Tochter hatte, interessierte sie sich besonders für tiefgreifende Entwicklungsstörungen und forschte in diesem Bereich. 1962 tat sie sich mit anderen Eltern autistischer Kinder zusammen und gründete in Großbritannien die National Autistic Society, für die sie auch als psychiatrische Beraterin tätig war.
Sie wohnte in Sussex.

## Schriften
- Asperger’s syndrome. A clinical account. In: Psychological medicine. ISSN 0033-2917, Bd. 11, H. 1, Februar 1981, S. 115–129, PMID 7208735 (wissenschaftliche Veröffentlichung, die maßgeblich dazu beitrug, die Bezeichnung „Asperger-Syndrom“ zu etablieren).
- Autistic children. A guide for parents. Brunner/Mazel, New York 1972, ISBN 0-87630-052-2; 2. Auflage: Autistic children. A guide for parents and professionals. 1985, ISBN 0-87630-391-2.
  - Übersetzung: Das autistische Kind. Wie Erziehungsschwierigkeiten und Verhaltensstörungen überwunden werden können. Maier, Ravensburg 1973, ISBN 3-473-41022-5; 2. Auflage 1976, ISBN 3-473-41022-5; 3., überarbeitete und erweiterte Auflage 1980, ISBN 3-473-60440-2.
- The autistic spectrum. In: The Lancet. Volume 350, Issue 9093, Dezember 1997. S. 1761–1766, doi:10.1016/S0140-6736(97)09218-0